# Obelisk iz Aksuma
Obelisk v Aksumu (tigrinjsko ሓወልቲ ኣኽሱም, latinizirano: ḥawelti Akhsum; amharsko የአክሱም ሐውልት, latinizirano: Ye’Åksum ḥāwelt) je 24-metrski spomenik iz 4. stoletja, visoka stela iz fonolita, težka 160 ton, v mestu Aksum v Etiopiji. Okrašen je z dvojimi lažnimi vrati na dnu in ima okraske, ki spominjajo na okna na vseh straneh. Obelisk se zaključi s polkrožnim vrhom, ki je bil včasih obdan s kovinskimi okvirji.

## Zgodovina
'Obelisk' - pravilno imenovan stela ali v lokalnih jezikih tigrinja: hawelt; in cerkev v pisavi giz hawelti - najdemo skupaj s številnimi drugimi stelami v mestu Aksum v današnji Etiopiji. Stele so v 4. stoletju našega štetja verjetno izklesali in postavili podložniki Aksumskega kraljestva, starodavne etiopske civilizacije. Postavljanje stel v Aksumu je bila zelo stara praksa. Njihova funkcija naj bi bila kot 'markerji' za podzemne grobišča. Največji nagrobni znaki so bili za kraljeve pogrebne dvorane in so bili okrašeni z večnadstropnimi lažnimi okni in lažnimi vrati, medtem ko je nižje plemstvo imelo manjše, manj okrašene. Medtem ko stoji le nekaj velikih, je v različnih »poljih stel« na stotine manjših. Še vedno je mogoče videti primitivne, grobo izklesane stele v bližini bolj izdelanih obeliskov. Zadnja stela, postavljena v Aksumu, je bila verjetno tako imenovana stela kralja Ezana iz 4. stoletja našega štetja.
Kralj Ezana (ok. 321 – ok. 360) je pod vplivom svojega vzgojitelja iz otroštva Frumentija uvedel krščanstvo v Aksum in preprečil pogansko prakso postavljanja pogrebnih stel (zdi se, da je bil ob vznožju vsakega obeliska skupaj z grobom tudi daritveni oltar.
Sčasoma se je veliko teh stel prevrnilo zaradi več razlogov: strukturni kolaps (kot verjetno v primeru Velike stele, ki meri 33 m), verjetno takoj po njihovi postavitvi; potresi (Aksum je v potresnem območju); ali vojaški vdori imama Ahmada Gragna med etiopsko-adalsko vojno od 1529 do 1543. V 19. stoletju je od treh glavnih 'kraljevih' stel ostala pokončna samo stela kralja Ezana, prikazana na grafiki Obelisk v Aksumu, Henryja Salta (1780–1827). Salt je odpotoval nazaj v Anglijo s kapitanom Thomasom Fremantleom, zasnova obeliska iz Aksuma pa je vplivala na zasnovo Nelsonovega spomenika v Portsdown Hillu blizu pristanišča Portsmouth, za katerega je Fremantle zbral sredstva.
Italijanska okupacija Etiopije se je leta 1937 končala s plenjenjem, v katerem je bil obelisk kralja Ezana iz Aksuma odnešen v Italijo kot vojni plen. Monolit so razrezali na tri dele in ga s tovornjakom prepeljali po ovinkasti poti med Aksumom in pristaniščem Massava, pri čemer so opravili pet potovanj v obdobju dveh mesecev. Potoval je z ladjo Adva in prispel v Neapelj 27. marca 1937. Nato so ga prepeljali v Rim, kjer so ga obnovili, ponovno sestavili in postavili na trgu Porta Capena pred ministrstvom za italijansko Afriko. Ta trg je kasneje postal sedež Organizacije Združenih narodov za prehrano in kmetijstvo ter Circus Maximus. Obelisk je bil uradno odkrit 28. oktobra 1937 v počastitev 15. obletnice pohoda na Rim. Operacijo je koordiniral Ugo Monneret de Villard.
Bronasti kip Judovega leva, simbola etiopske monarhije, so vzeli skupaj z obeliskom in ga postavili pred železniško postajo Termini.

## Repatriacija
V sporazumu ZN iz leta 1947 se je Italija strinjala, da bo stelo vrnila Etiopiji skupaj z drugim izropanim delom, spomenikom Judovemu levu. Medtem ko je bila slednja vrnjena leta 1967 po obisku cesarja Haileja Selassieja v Italiji leta 1961, je bilo za vrnitev stele več kot 50 let malo ukrepanja, deloma zaradi znatnih tehničnih težav, povezanih z njenim transportom.
En vir prav tako nakazuje, da se je cesar Haile Sellassie, potem ko je izvedel za te tehnične težave (in o ogromnih stroških, potrebnih za njihovo premagovanje), odločil podeliti stelo mestu Rim kot darilo za »obnovljeno prijateljstvo« med Italijo in Etiopijo. Vendar je ta trditev še vedno sporna in je zaporedne oblasti niso priznale. Polkovnik Mengistu Haile Mariam, ki je leta 1974 strmoglavil cesarja, je prosil italijansko vlado, naj stelo vrne Etiopiji. Drugi sporen dogovor, po nekaterih virih, se zdi, da bi Italija lahko obdržala stelo v zameno za gradnjo bolnišnice v Adis Abebi (bolnišnica Saint Paul's) in za odpis dolgov Etiopije. Kakor koli že, po padcu Mengistujevega režima je nova etiopska vlada zaprosila za vrnitev stele, na kar je aprila 1997 našla pozitiven odgovor takratnega predsednika italijanske republike Oscarja Luigija Scalfara.
Prvi koraki pri razgradnji konstrukcije so bili narejeni novembra 2003 pod nadzorom Giorgia Crocija, profesorja za strukturne probleme spomenikov in zgodovinskih stavb na rimski univerzi Sapienza. Stelo so nameravali poslati nazaj v Etiopijo marca 2004, vendar je projekt repatriacije naletel na vrsto ovir: vzletno-pristajalna steza na letališču Aksum je bila prekratka za tovorno letalo, ki bi prevažalo celo eno od tretjin, na katere je bila stela razrezana; za ceste in mostovi med Adis Abebo in Aksumom se je menilo, da niso kos cestnemu prometu; in dostop skozi bližnje eritrejsko pristanišče Masava – tako je stela prvotno zapustila Afriko – je bil nemogoč zaradi napetih odnosov med Eritrejo in Etiopijo.
Vzletno-pristajalna steza na letališču Aksum je bila nato posodobljena posebej za lažjo vrnitev stele. Razstavljena stela je ostala v skladišču v bližini rimskega mednarodnega letališča Leonardo Da Vinci do 19. aprila 2005, ko je bil sredinski del vrnjen v domovino z uporabo letala Antonov An-124, sredi velikega lokalnega praznovanja. Opisan je bil kot največji in najtežji kos letalskega tovora, ki je bil kdaj prepeljan. Drugi kos je bil vrnjen 22. aprila 2005, zadnji kos pa 25. aprila 2005. Operacija je Italijo stala 7,7 milijona dolarjev.
Stela je ostala v skladišču, medtem ko se je Etiopija odločala, kako jo rekonstruirati, ne da bi motila druge starodavne zaklade, ki so še vedno na tem območju (zlasti stelo kralja Ezana). Do marca 2007 so bili zaliti temelji za ponovno postavitev stele pri steli kralja Ezana, ki je bila ob tej priložnosti strukturno utrjena. Ponovno sestavljanje se je začelo junija 2008 z ekipo, ki jo je izbral Unesco in vodil Giorgio Croci, spomenik pa je bil ponovno postavljen v njegovem prvotnem domu in odkrit 4. septembra 2008.
Ko so ga leta 1937 v Rimu ponovno sestavili, so v vsak del vstavili tri jeklene palice. Ko je 27. maja 2002 v obelisk med močno nevihto nad Rimom udarila strela, je to povzročilo "precejšnjo" škodo. V novi rekonstrukciji so trije deli pritrjeni skupaj s skupaj osmimi palicami iz aramidnih vlaken (kevlar): štiri med prvim in drugim ter štiri med drugim in tretjim delom. Ta razporeditev zagotavlja strukturno odpornost med potresi in preprečuje uporabo jekla, tako da stela ne postane ponovno magnet za strele in da se izogne rji.
Več drugih podobnih stel/obeliskov obstaja v Etiopiji in Eritreji, kot je Havulti v Meteri. Tako kot Aksumski obelisk imajo tudi druge stele pravokotno osnovo z vklesanimi lažnimi vrati na eni strani [potreben citat]

## 3-D lasersko skeniranje
Projekt Zamani dokumentira območja kulturne dediščine v 3D na podlagi zemeljskega laserskega skeniranja za ustvarjanje zgodovinskega zapisa. 3D-dokumentacija delov polja Axum Stelae je bila izvedena leta 2006.<ref>»Site – Aksum Obelisk«. zamaniproject.org. Pridobljeno 18. oktobra 2019.</ref

== Galerija ==
<gallery>
File:Salt and Havell (1809) The Obelisk at Axum.png|Obelisk v Aksumu leta 1805
File:Obelisk of Aksum Remains.jpg|Vhod, izklesan iz kamna
File:Obelisk of Aksum Remains4.jpg|Razbiti ostanki Velike stele 
File:Obelisk of Aksum Remains5.jpg|Pogrebne komore kraljev
File:Obelisk of Aksum Remains6.jpg|Obeliski v Aksuum
</gallery>